# Escuela Técnica Superior de Ingenieros de Telecomunicación de Valencia

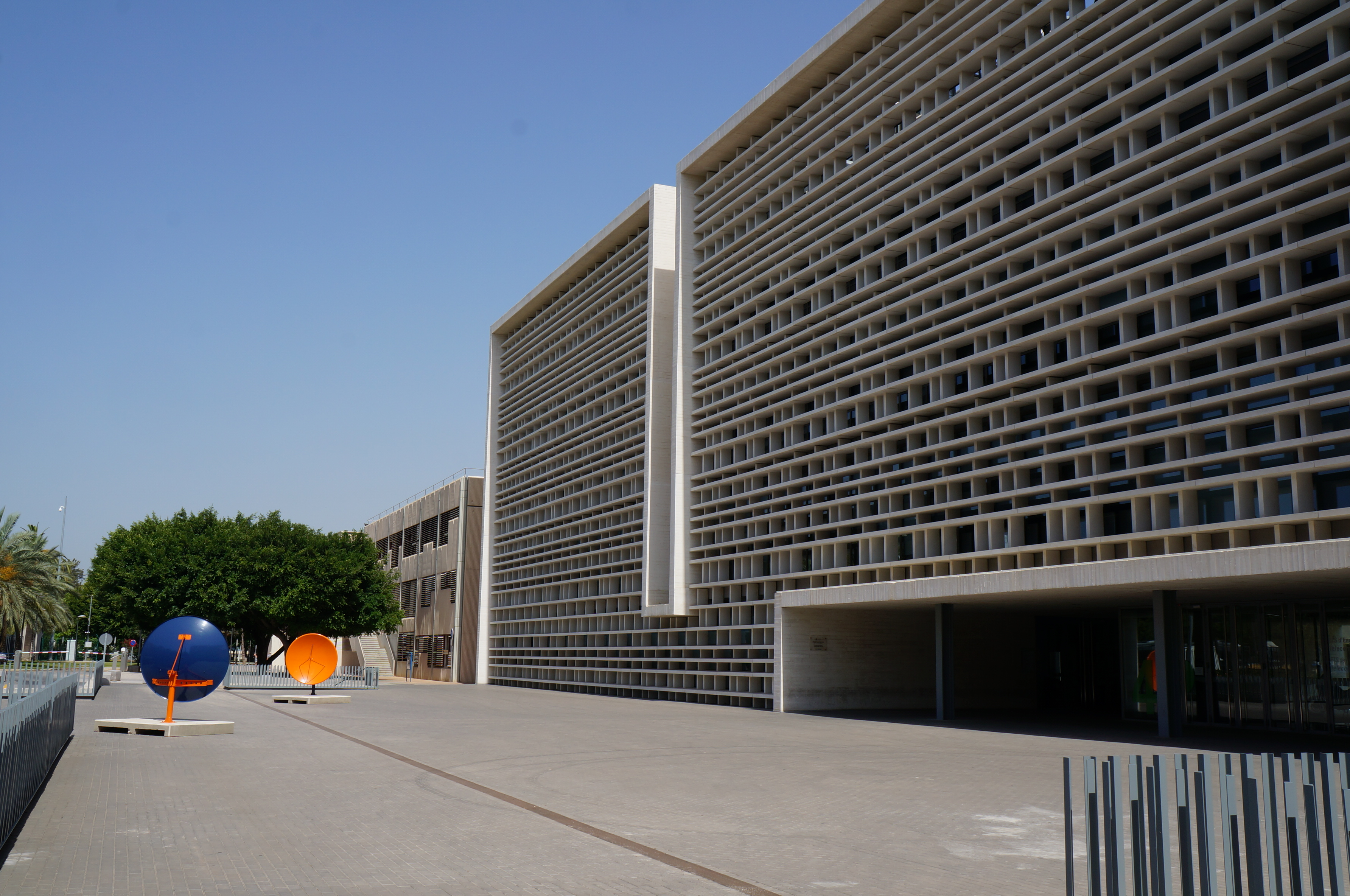
Panorámica del edificio 4P de TelecomVLC.

La Escuela Técnica Superior de Ingeniería de Telecomunicación de la Universidad Politécnica de Valencia (TelecomVLC) es un centro docente de la Universidad Politécnica de Valencia, ubicado en el Campus de Vera de Valencia. Actualmente imparte el Grado en Ingeniería de Tecnologías y Servicios de Telecomunicación (con menciones de Sistemas Audiovisuales, Sistemas de Telecomunicación, Sistemas Electrónicos y Sistemas Telemáticos) y el Grado en Tecnología Digital y Multimedia; el Doble Grado ADE-Teleco; el Máster Universitario en Ingeniería de Telecomunicación y el Máster Universitario en Tecnologías, Sistemas y Redes de Comunicaciones. 

## Historia

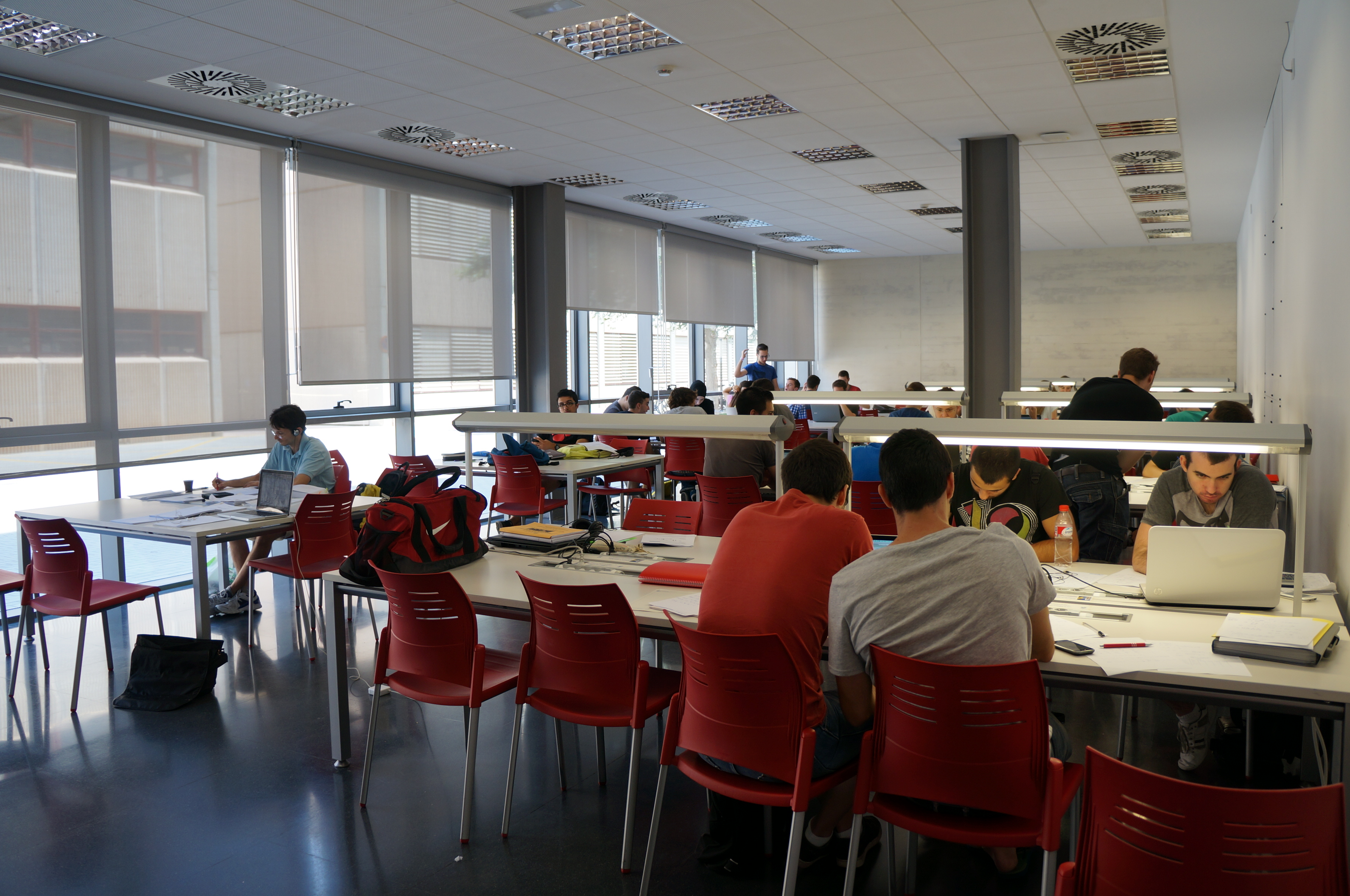
Sala de estudios de TelecomVLC.

Los estudios de Ingeniería de Telecomunicación se implantaron en la Universitat Politècnica de València (UPV) en el curso académico 1987/88, adscritos inicialmente  a la Escuela Técnica Superior de Ingenieros Industriales que pasó a llamarse en ese momento Escuela Técnica Superior de Ingenieros Industriales y de Telecomunicación. Los estudios surgen ante la necesidad de profesionales especializados en el ámbito de las telecomunicaciones, fruto de la eclosión de las nuevas tecnologías de la información.
En agosto de 1989 se fundó la Escuela Técnica Superior de Ingenieros de Telecomunicación (ETSIT), por el Real Decreto (RD) 117/1989, (DOCV n.º 1124 de 14 de agosto de 1989), aprobándose el primer plan de estudios de la titulación de Ingeniero de Telecomunicación en la UPV por resolución de 22 de noviembre de 1990 (BOE n.º 303 del 19 de diciembre de 1990).
En octubre de 2007 se aprobó el RD 1393/2007 y en enero de 2009 el Acuerdo de Consejo de Ministros y las Órdenes Ministeriales que lo desarrollaban en el ámbito de las ingenierías para su adaptación al Espacio Europeo de Educación Superior (EEES). El título de Ingeniero de Telecomunicación ha sido reemplazado por una estructura cíclica equivalente: un primer ciclo (Grado en Ingeniería de Tecnologías y Servicios de Telecomunicación) seguido de un Máster (Máster Universitario en Ingeniería de Telecomunicación), que otorga las mismas atribuciones profesionales que el título de Ingeniero de Telecomunicación. 
En 2014 la ETSIT celebró su 25 aniversario y redefinió su marca como TelecomVLC para representar a la Escuela. Como parte de las acciones conmemorativas, el Museo de las Ciencias Príncipe Felipe de Valencia exhibe durante todo el 2015 una exposición llamada “Comunicando: de las señales de humo a los satélites”, empleando en parte fondos de la Escuela y repasando los hitos más destacados de la historia de la telecomunicación.
En la ETSIT imparten actualmente docencia 119 profesores, los cuales se encuentran adscritos principalmente a los departamentos de Comunicaciones (DCOM) e Ingeniería Electrónica (DIE). Este profesorado es mayoritariamente a tiempo completo, un 92%, y funcionario. El 91,25 % del profesorado de la Escuela es doctor (el porcentaje más alto de todas las escuelas de la UPV). También cuenta con el mayor porcentaje de profesores Catedráticos de Universidad y Titulares de Universidad de toda la UPV, con los mayores índices investigadores y el mayor número de sexenios de investigación.
En este tiempo de andadura, Telecom VLC se ha configurado como la Escuela decana en estudios de telecomunicaciones en la Comunidad Valenciana. Desde su apertura, la Escuela ha formado a 3.835 titulados que hoy en día desempeñan su labor de un modo exitoso y reconocido en los más variados ámbitos de la profesión.

## Titulaciones

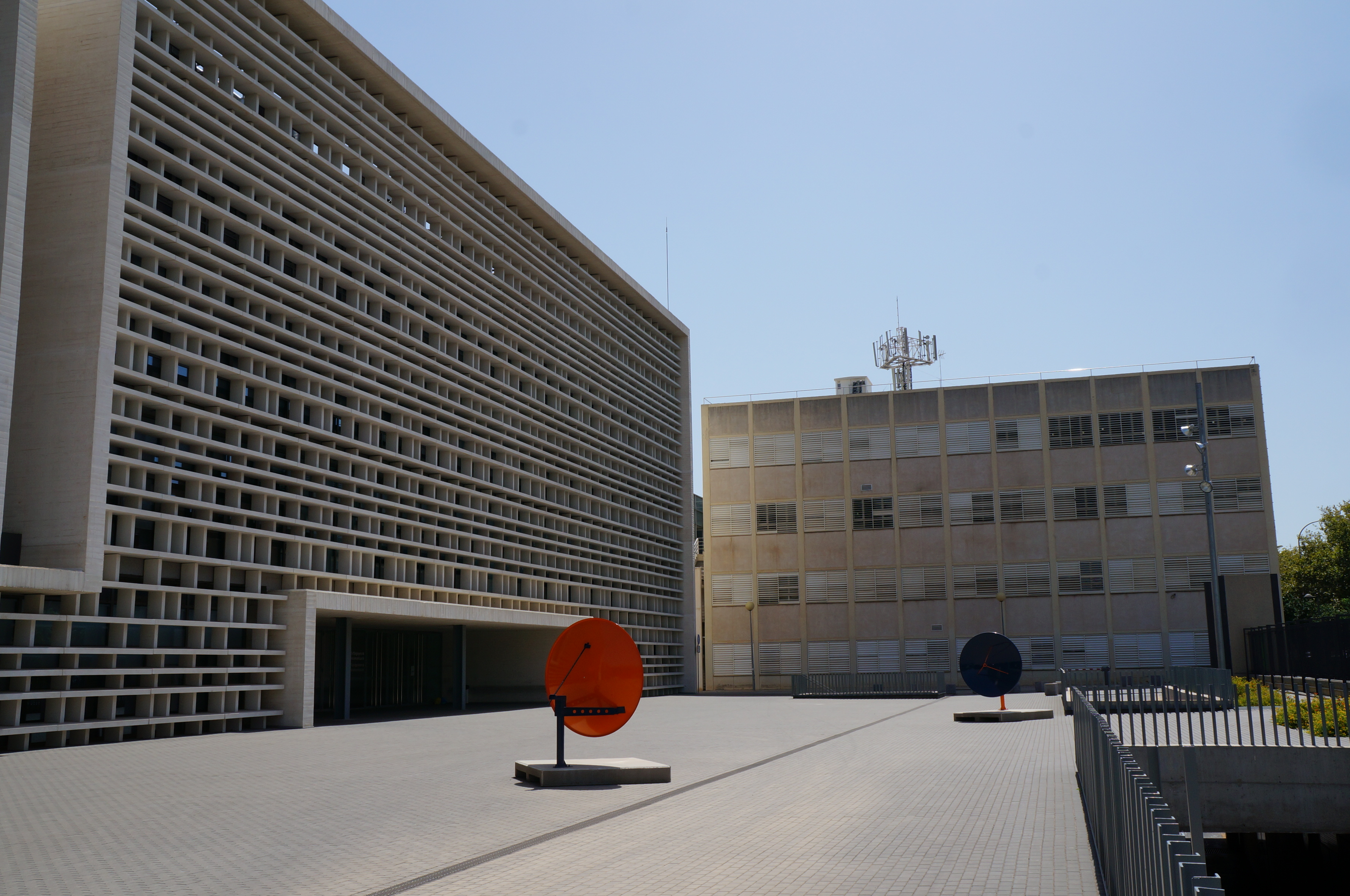
Panorámica general de los dos edificios de TelecomVLC.

En la ETSIT se imparten las siguientes titulaciones adaptadas al Espacio Europeo de Educación Superior:

### Grado
- Grado en Ingeniería de Tecnologías y Servicios de Telecomunicación (GITST), que se desarrolla en 4 cursos, 8 semestres y 240 créditos ECTS. El grado cuenta con 4 itinerarios formativos: Sistemas de Telecomunicación, Sistemas Electrónicos, Sonido e Imagen y Telemática. Se accede desde el Bachillerato y los Ciclos Formativos de Grado Superior. Profesión regulada: Ingeniero Técnico de Telecomunicación.

- Grado en Tecnologías Digitales y Multimedia (GTDM). 4 cursos, 8 semestres. 240 créditos ECTS. El grado forma profesionales enfocados a dar solución a la actual transformación digital de la sociedad, con especial énfasis en los sistemas multimedia. En él se abordan todas las etapas de vida de un contenido digital: creación (diseño gráfico, narrativa, usabilidad, interacción, audio y video), distribución (redes de acceso, transporte y contenidos, tecnologías y plataformas de streaming, seguridad, codificación, sistemas cloud, virtualización) y explotación (gestión de proyectos, metodologías ágiles, formación, industria 4.0, IoT)

- Grado en Ingeniería Física (GIFIS). 4 cursos, 8 semestres. 240 créditos ECTS. El grado esta concebido para ofrecer una formación en física e ingeniería de las comunicaciones con la que acceder a una sólida carrera profesional en investigación, desarrollo e innovación en el sector de la comunicación integrada con la fotónica y la nanotecnología.

- Doble Grado en Ingeniería de Tecnologías y Servicios de Telecomunicación y Administración y Dirección de Empresas (GITST-ADE). 5 cursos, 10 semestres. 370,5 créditos ECTS. Se obtienen los dos títulos de Grado: GITST y ADE. Se accede desde el Bachillerato y los Ciclos Formativos de Grado Superior.

### Máster
- Máster Universitario en Ingeniería de Telecomunicación (MUIT). 2 cursos, 4 semestres. 120 créditos ECTS. Profesión regulada: Ingeniero de Telecomunicación.

- Programa integrado Ingeniero de Telecomunicación: Grado GITST + Máster MUIT. Se accede desde el Grado en Tecnologías y Servicios de Telecomunicación o desde otros Grados relacionados.

- Doble titulación: Máster Universitario en Ingeniería de Telecomunicación y Máster Universitario en Ingeniería de Sistemas Electrónicos (MUIT-MUISE). 2,5 cursos, 5 semestres. Se obtienen los dos títulos. El MUIT es de carácter profesional y el MUISE de carácter científico-investigador. Se accede desde el Grado en Tecnologías y Servicios de Telecomunicación o desde otros Grados relacionados.

- Doble titulación: Máster Universitario en Ingeniería de Telecomunicación  y Máster Universitario en Tecnologías, Sistemas y Redes de Comunicación (MUIT-MUTSRC). 2,5 cursos, 5 semestres. Se obtienen los dos títulos. El MUIT es de carácter profesional y el MUTSRC de carácter científico-investigador. Se accede desde el Grado en Tecnologías y Servicios de Telecomunicación o desde otros Grados relacionados.

### Doctorado
- Programa de Doctorado en Telecomunicación. 3 cursos. Título de Doctor en Telecomunicación. Se accede desde el MUIT, el MUTSRC o Másteres relacionados.

### Títulos Propios
- Especialista en Música Electrónica y Electroacústica, Interactividad y Vídeo Creación
- Máster en redes corporativas e integración de sistemas
- Máster en comunicaciones y desarrollo de servicios móviles

## Instalaciones

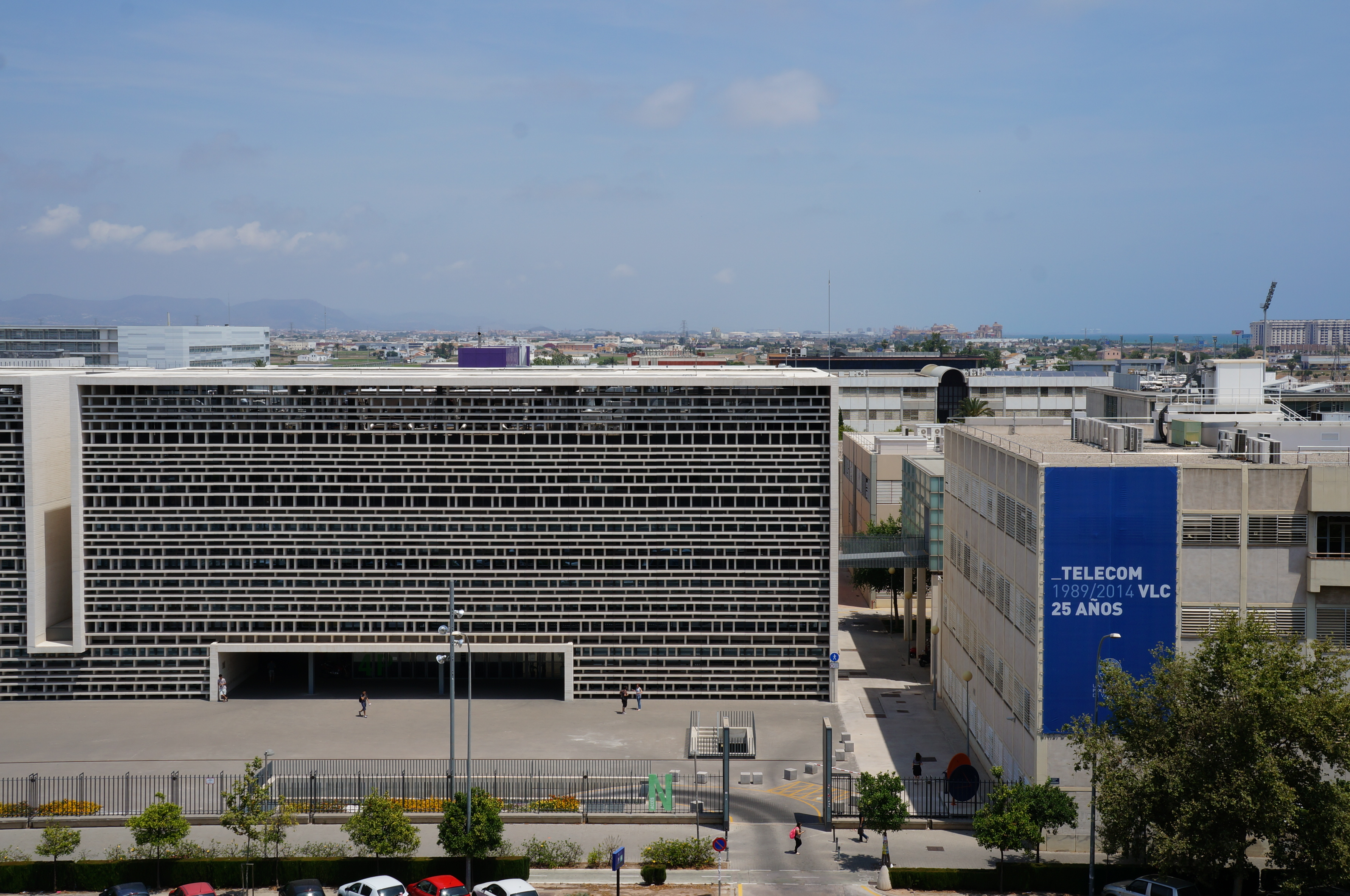
Vista aérea de los dos edificios de TelecomVLC.

Las clases se imparten en dos edificios: el edificio 4D, con 4 plantas y donde se encuentra el centro neurálgico de la Escuela, y el edificio 4P (este último también contiene el Departamento de Lingüística Aplicada y el Centro de Lenguas de la Universidad). 
La planta baja y la primera planta del edificio 4D aloja las colecciones del Museo de Historia de la Telecomunicación “Vicente Miralles Segarra” con una exposición permanente -y en continuo crecimiento- sobre los diversos dispositivos de telecomunicaciones que han ido desarrollándose en nuestra sociedad a lo largo del último siglo.

## Datos
Los últimos cursos, la escuela cuenta con más de 1000 alumnos matriculados, y una plantilla permanente de 130 Docentes.
Es meritorio destacar que el 100% de los egresados encuestados se encuentra en activo a los 3 años de haberse graduado y que el número de prácticas en empresa antes de finalizar los estudios alcanza cifras cercanas al 70%.
Telecom VLC es una de las dos únicas escuelas españolas que imparten Ingeniería de Telecomunicación en España certificada con la prestigiosa acreditación ABET de EEUU y con el sello internacional de calidad EURACE (European Accreditation of Engineering Programmes).